# 가호 (가수)
가호(본명: 강대호, 영어: Gaho, 1997년 9월 14일 ~ )는 대한민국의 가수이다. 2018년에 데뷔하였으며, 소속사는 인넥스트트렌드이다.

## 참여 음반
- PLANETARIUM CASE #1 (데뷔작)
- PLANETARIUM CASE #2
- Young Boy
- Hocus Pocus
- Todays
- 있어줘
- 시간 OST Part.1
- 내 뒤에 테리우스 OST Part.1
- 황후의 품격 OST Part.2
- Preparation For a Journey
- FLY
- Pink Walk
- 이태원 클라쓰 OST Part.2 - 시작
- 스타트업 OST Part.5 - Running